# Nhân học văn hóa
Nhân học văn hóa là một nhánh của nhân loại học tập trung vào nghiên cứu sự biến đổi văn hóa giữa con người với nhau. Nó trái ngược với nhân học xã hội, coi sự biến đổi văn hóa là một tập hợp con của hằng số nhân loại học.
Nhân học văn hóa có một phương pháp phong phú, bao gồm quan sát người tham gia (thường được gọi là nghiên cứu thực địa vì nó đòi hỏi nhà nhân chủng học dành một khoảng thời gian dài tại địa điểm nghiên cứu), phỏng vấn và khảo sát.

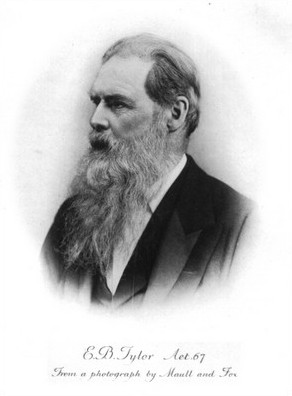
Edward Burnett Tylor

Một trong những phát biểu sớm nhất về ý nghĩa nhân học của thuật ngữ " văn hóa " đến từ Ngài Edward Tylor, người viết trên trang đầu tiên của cuốn sách năm 1871: "Văn hóa, hay văn minh, được hiểu theo nghĩa rộng, dân tộc học, là toàn bộ phức tạp bao gồm kiến thức, niềm tin, nghệ thuật, đạo đức, luật pháp, phong tục và bất kỳ khả năng và thói quen nào khác mà con người có được khi trở thành thành viên của xã hội. "  Thuật ngữ "văn minh" sau đó đã nhường chỗ cho các định nghĩa được đưa ra bởi V. Gordon Childe, với văn hóa hình thành một thuật ngữ ô và nền văn minh trở thành một loại văn hóa đặc biệt.
Khái niệm nhân học về "văn hóa" phản ánh phần nào phản ứng chống lại các diễn ngôn phương Tây trước đó dựa trên sự đối lập giữa " văn hóa " và " tự nhiên ", theo đó một số người sống trong "trạng thái tự nhiên".    Các nhà nhân chủng học đã lập luận rằng văn hóa là "bản chất con người" và tất cả mọi người đều có khả năng phân loại kinh nghiệm, mã hóa các phân loại một cách tượng trưng (tức là bằng ngôn ngữ) và dạy những điều trừu tượng đó cho người khác.